# Osama Hawsawi
Osama Abdulrzag Hawsawi (arabisch أسامة عبد الرزاق هوساوي, DMG Usāma ʿAbd ar-Razzāq Hawsāwī; * 31. März 1984 in Mekka) ist ein ehemaliger saudi-arabischer Fußballspieler; er wurde als Verteidiger eingesetzt.

## Karriere

### Klub

#### Anfänge in Saudi-Arabien
In seiner Jugend spielte er bei der U-23 von al-Wahda in Mekka. Dort machte er dann auch ab Juli 2006 seine ersten Einsätze als Profi sowie schnell ein absoluter Stammspieler. Bis Juli 2008 kam er auf insgesamt 59 Einsätze. Danach zog es ihn zum al-Hilal, wo er ebenfalls als Stammspieler sowie unter dem damaligen Manager Eric Gerets Kapitän wurde und in 79 Einsätzen bis Sommer 2012 fünf Titel gewann. Darunter waren zwei Mal die Meisterschaft in der Liga (2009/10, 2010/11) sowie dreimal den Saudi Crown Prince Cup (2008/09, 2009/10, 2010/11). So viele Titel sollte er später bei keinem anderen Klub mehr gewinnen.

#### Zeit beim RSC Anderlecht
Im Juli 2012 wechselte er dann erstmals nach Europa zum RSC Anderlecht. Sein Vertrag wurde auf eine Laufzeit von zwei Jahren datiert. Damit war er zudem zu diesem Zeitpunkt der einzige saudi-arabische Nationalspieler der bei einem Verein in Europa spielen sollte. Dort kam er allerdings nur auf einen einzigen Einsatz in der Liga (ein 1:1 gegen die Oud-Heverlee Löwen), sowie auf einen Einsatz im Belgischen Fußballpokal (2:0-Sieg gegen Royal Francs Borains). Somit wurde er aber in beiden Fällen zumindest der erste Spieler seiner Nationalität, der für Anderlecht bei beiden Veranstaltungen auflaufen sollte. Dadurch, dass der RSC Anderlecht in der gleichen Saison auch Meister in der Liga wurde, kann er sich trotz dessen als belgischer Meister bezeichnen.

#### Rückkehr nach Saudi-Arabien
Ende November 2012 verließ er dann Anderlecht auch wieder und kehrte zurück nach Saudi-Arabien, dieses Mal schloss er sich dem Klub al-Ahli an. Die Ablösesumme belief sich auf 1,5 Millionen Euro. Mit diesen gewann er dann noch einmal den Saudi Crown Prince Cup in der Saison 2014/15. Sowie den King Cup und die Meistertitel in der Liga in der Saison 2015/16.
Zum Juli 2016 wechselte er dann für 5,5 Millionen Dollar zurück zum al-Hilal. Mit diesen wurde er dann in der Saison 2016/17 und 2017/18 Meister der Liga. Zudem kam in der Saison 2016/17 noch der Sieg des Pokals hinzu.
Zum Sommer 2018 ging er dann nach Ablauf seines Vertrags bei al-Hilal zu seinem Jugendklub al-Wahda zurück, wofür er auch keine Bezahlung verlangte. Dort sollte er dann noch bis zum Ende des Jahres spielen. Am 26. Dezember kündigte er auf seinen Twitter-Profil an, dass er seine Karriere beenden wird.

### Nationalmannschaft
Das erste Mal im Kader stand er in einem Qualifikationsspiel zur Asienmeisterschaft 2007 gegen Japan, dort erhielt er allerdings keinen Einsatz. Das erste Mal für die Mannschaft spielen konnte er dann bei der Asienmeisterschaft selber. Hier war sein erster Einsatz in der Vorrunde, beim 1:1 gegen Südkorea. Er wurde darauf in jeder Runde mindestens einmal eingesetzt und erreichte am Ende mit seiner Mannschaft den zweiten Platz.
In einem Freundschaftsspiel gegen Spanien erzielte er nach einer Ecke ein Tor, was zum zwischenzeitlichen 1:0 für seine Mannschaft führen sollte, dies war zudem erst sein zweites Tor im Trikot der Nationalmannschaft; das Spiel endete allerdings 3:2 für Spanien.
Bei der Asienmeisterschaft 2011 kam er mit seiner Mannschaft nicht über die Vorrunde hinaus, jedes einzelne Spiel ging dabei verloren. Das Gleiche sollte sich bei der Asienmeisterschaft 2015 ereignen. Hier reichte ein 4:1-Sieg gegen Nordkorea durch die zwei anderen Niederlagen in der Gruppe am Ende nicht zum Weiterkommen.
Sein letztes Turnier sollte dann die Weltmeisterschaft 2018 werden. Hier führte er erstmals als Kapitän seine Mannschaft auf das Spielfeld. Doch auch hier waren zwei Niederlagen, sowie ein Sieg gegen Ägypten am Ende nicht genug um weiterzukommen. Nach diesem Turnier beendete er dann seine Karriere.

## Erfolge

### Klub
Al-Hilal
- Saudi Professional League: 2009/10, 2010/11, 2016/17, 2017/18
- King Cup: 2017
- Saudi Crown Prince Cup: 2008/09, 2009/10, 2010/11, 2011–12

RSC Anderlecht
- Division 1A: 2016/17

Al-Ahli
- Saudi Professional League: 2015/16
- King Cup: 2016
- Saudi Crown Prince Cup: 2014/15